# Grüner Knollenblätterpilz
Der Grüne Knollenblätterpilz (Amanita phalloides) ist eine Pilzart aus der Familie Amanitaceae und der Gattung der Wulstlinge. Er ist ein mit Laubbäumen vergesellschafteter Mykorrhizapilz.
Er gilt als einer der gefährlichsten Giftpilze. Schon der teilweise Verzehr eines Fruchtkörpers kann eine tödliche Pilzvergiftung auslösen. Die enthaltenen Amatoxine und Phallotoxine führen zu Leberversagen.

## Merkmale

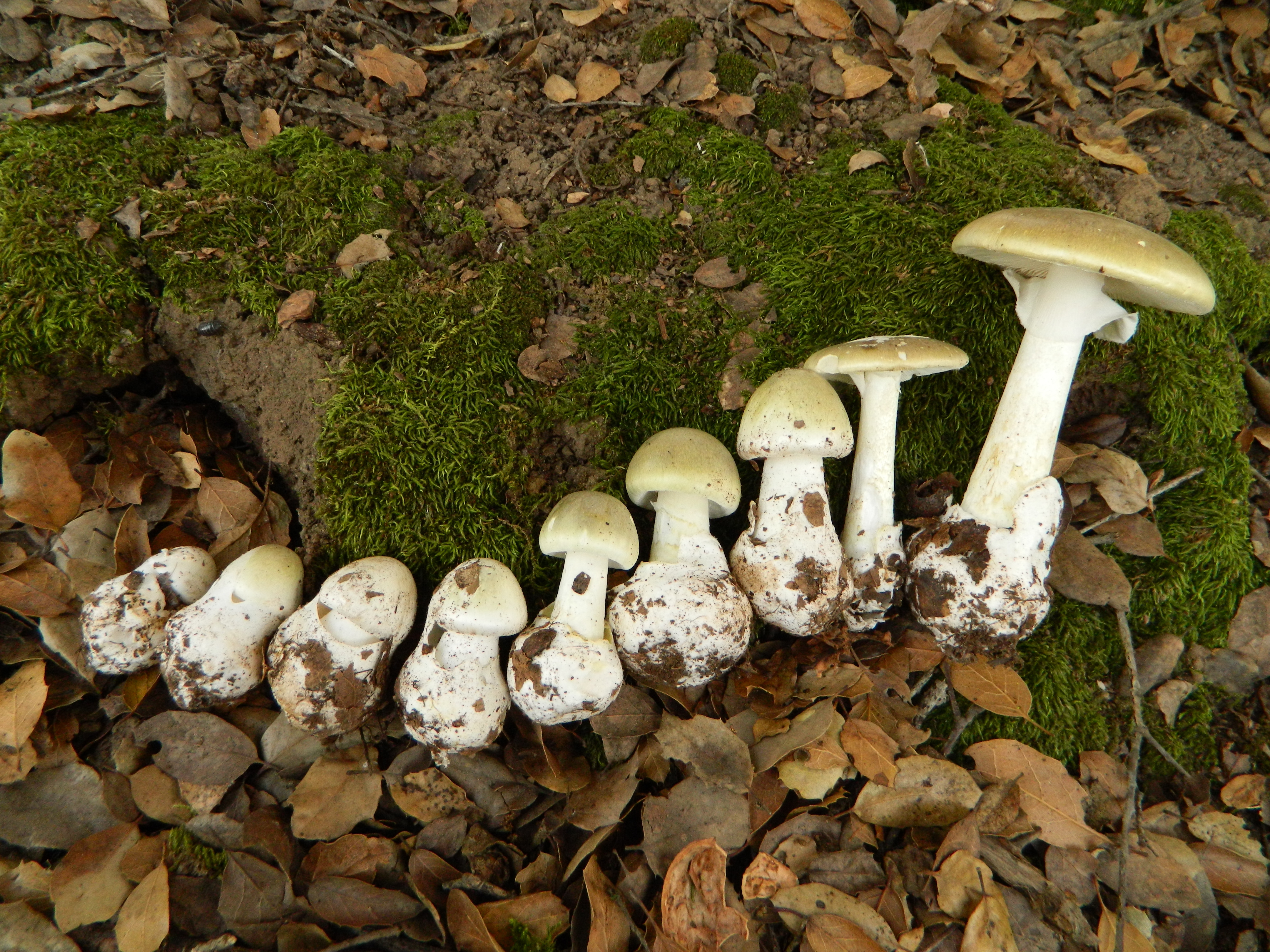
Fruchtkörper des Grünen Knollenblätterpilzes (Amanita phalloides) in verschiedenen Wachstumsstadien

Der Grüne Knollenblätterpilz bildet in Hut und Stiel gegliederte Fruchtkörper mit dem typischen Habitus eines Wulstlings.
Der Fruchtkörper ist in jungem Zustand von einem vollständigen weißen Velum eingehüllt, von dem aber beim weiteren Wachstum selten häutige Reste auf der Hutoberfläche verbleiben; am Stielgrund bleibt eine häutig-lappig hochstehende Volva stehen. Das Velum partiale bleibt als deutlich geriefter, weißlicher, hängender Ring („Manschette“) am Stiel zurück.
Der Hut wird etwa 5 bis 15 Zentimeter breit. Seine Oberfläche ist glatt und oft eingewachsen radialfaserig, in feuchtem Zustand etwas klebrig, in trockenem Zustand seidig glänzend; die Huthaut des Pilzes ist abziehbar. Die Farbe des Hutes reicht von hellgrün über verschiedenste Schattierungen bis zu olivgrün oder braunoliv, der Hutrand ist oft heller als die Hutmitte; im Alter kann der Hut weißlich verblassen (bei var. alba ist er bereits in jungem Stadium rein weiß).
Der jung volle, im Alter markige bis hohle Stiel wird 5 bis 15 (–18) Zentimeter hoch und bis 2 Zentimeter dick. Er ist auf weißem Grund blass olivgrün genattert; seine Basis ist knollig verdickt und steckt in einer aufrecht abstehenden häutigen Volva. Die eng stehenden Lamellen sind weiß und freistehend (nicht am Stiel angewachsen). Das Fleisch ist weiß. Der Geruch ist süßlich nach Kunsthonig, der Geschmack mild und nussartig (aufgrund der starken Giftigkeit des Pilzes sollten Geschmacksproben jedoch unterlassen werden).
Das Sporenpulver ist weiß. Die kugeligen bis breitelliptischen Sporen messen 8–10,5 × 7–9 µm. Sie sind farblos hyalin und glatt.

## Ökologie
Der Grüne Knollenblätterpilz ist ein Mykorrhizapilz, der mit Laubbäumen – in Mitteleuropa vor allem mit Buchengewächsen wie Eichen, Rotbuchen und Esskastanien – eine Symbiose bildet. Daneben kommen Symbiosen mit Birken, Hasel und anderen Laubbäumen, wohl nur äußerst selten mit Nadelgehölzen, vor. Der Grüne Knollenblätterpilz wächst in Mitteleuropa in lichten Rotbuchenwäldern mit vielen Eichen, in Eichenmischwäldern, seltener in anderen Waldtypen. Gern wächst die Art auch an Waldrändern bei Eichen, in Arboreten, Park- und Friedhofsanlagen und ähnlichen Biotopen. Der Grüne Knollenblätterpilz stellt keine hohen Anforderungen an den pH-Wert des Bodens, bevorzugt aber gut mit Nährstoffen und Basen versorgte Böden, die frisch bis mäßig-feucht sind. Trockene und stark saure, basenarme Böden werden gemieden. In Mitteleuropa erscheinen die Fruchtkörper hauptsächlich von Ende Juli bis Oktober.

## Verbreitung
Das natürliche Verbreitungsgebiet in Europa und Nordafrika reicht von der Mittelmeerregion bis nach Südskandinavien und ins Baltikum sowie von den Britischen Inseln bis nach Russland und auf den Balkan. Durch Verschleppung kommt der Grüne Knollenblätterpilz inzwischen aber auch in Teilen Asiens (Kleinasien und Naher Osten, ggf. sogar in China und Japan), Südafrika, Nord- und Südamerika (etwa an der Küstenregion von Kalifornien), sowie Australien und Neuseeland vor. Seine nördliche Verbreitungsgrenze fällt mit jener der Eichen zusammen.

## Varietäten
Die Varietät alba ist reinweiß, gleicht aber in allen sonstigen Merkmalen der Typusvarietät.

## Artabgrenzung
Eine kleinere, mediterrane, nahe verwandte Art, die auch in südlichen Gebieten Deutschlands vorkommen kann, ist der Frühlings-Knollenblätterpilz (Amanita verna). Die ebenfalls tödlich giftige Art hat einen weißen Hut, der manchmal in der Mitte ockerliche Töne aufweist, jedoch fehlen Grüntöne (die Art kann also eher mit der Weißen Form des Grünen Knollenblätterpilzes, Amanita phalloides var. alba; verwechselt werden). Der Stiel ist weder genattert, noch schuppig, sondern seidig-glatt bis fein flockig bereift. Das Fleisch ist geruchlos. Im Zweifel kann die Art durch die orangerote Reaktion mit Kalilauge unterschieden werden.
Ebenfalls tödlich giftig ist der Kegelhütige Knollenblätterpilz (Amanita virosa). Die Art hat einen kegeligen, weißen Hut, immer ohne Grüntöne. Der Ring ist ungerieft und vergänglich. Der weiße Stiel ist stärker faserschuppig genattert.
Der ungiftige Gelbe Knollenblätterpilz (Amanita citrina) kann ebenfalls einen grünlich gefärbten Hut haben und wird dann oft mit Amanita phalloides verwechselt. Er unterscheidet sich deutlich durch den Geruch nach Kartoffelkeimen. Außerdem ist sein Hut nicht faserig, sondern glatt, weiß bis gelbgrünlich gefärbt (wenn grünlich, dann allerdings mit Gelbtönen) und oft (nicht immer) mit zahlreichen, dickeren und ockerbräunlichen Velumresten bedeckt. Seine Stielbasis ist außerdem abgesetzt knollig und ihm fehlt die lappige, weiße Volva.
Gefährlich kann eine Verwechslung mit dem essbaren Eier-Wulstling (Amanita ovoidea) sein. Die größere und massivere Art ist südlicher, mediterran verbreitet. Ihr Hut ist weißlich, die Volva und insbesondere der Ring sind brüchig-flockig und vergänglich.
Darüber hinaus kann der Grüne Knollenblätterpilz von unachtsamen Sammlern mit einer Reihe von Speisepilzen unterschiedlicher Gattungen verwechselt werden, zu denen eine entfernte Ähnlichkeit besteht:
Champignons (Agaricus spp.) haben braunes Sporenpulver, weshalb ihre Lamellen nie weiß, sondern jung rosa und älter braun gefärbt sind. Außerdem fehlen ihnen Grüntöne und die Volva an der Stielbasis. Egerlingsschirmlinge (Leucoagaricus spp.) haben zwar weißliche Lamellen, aber keine Volva an der Stielbasis und keine Grüntöne. Grünhütigen Täublingen (Russula spp.) und Ritterlingen (Tricholoma spp.) fehlt nicht nur die Volva, sondern jegliche Vela, sie haben also auch keinen Ring am Stiel; zudem sind ihre Lamellen nicht frei, sondern am Stiel angewachsen.
Junge, noch vollständig von Velum umschlossene Grüne Knollenblätterpilze können zudem mit essbaren Stäublingen (Lycoperdon spp.) sowie dem Hexenei der jungen Stinkmorchel (Phallus impudicus) verwechselt werden. Im Schnitt sind jedoch die angelegten Lamellen und Stiel erkennbar, während bei Stäublingen eine einheitliche Masse und beim Hexenei die geleeartige äußere Schicht sichtbar wird.

## Toxikologische Eigenschaften
Bei den Giften des Grünen Knollenblätterpilzes handelt es sich hauptsächlich um verschiedene zyklische Oligopeptide: Die Amatoxine (α-Amanitin, β-Amanitin, γ-Amanitin) und Phallotoxine (Phalloin, Phalloidin, Phallicin, Phallacidin). Neueren Erkenntnissen zufolge sind Phallotoxine beim Verzehr von Knollenblätterpilzen allerdings ungefährlich, da diese im Darm nicht resorbiert werden. Das extrem toxische Amanitin des Grünen Knollenblätterpilzes wird durch Kochen nicht unschädlich gemacht, sondern bleibt vollständig erhalten. Die Amanitine sind hitzestabil.
Die tödliche Dosis von Amanitin liegt beim Menschen bei 0,1 Milligramm pro Kilogramm Körpergewicht, für eine 70 Kilogramm schwere Person also bei etwa 7 Milligramm. Diese Substanzmenge ist bereits in weniger als 35 Gramm Frischpilz enthalten. Da ein ausgewachsener Fruchtkörper durchaus 50 Gramm oder mehr wiegen kann, führt daher schon ein einzelner verspeister Pilz möglicherweise zum Tod.
Die ersten Symptome des durch das Amanitin ausgelösten Amatoxin-Syndroms – choleraartige 6 bis 9 Stunden anhaltende Brechdurchfälle mit unter Umständen bedrohlichem Flüssigkeits- und Salzverlust – treten in der Regel erst 8 bis 12 Stunden nach dem Verzehr auf – zu spät, um noch durch Magenauspumpen wirksam eingreifen zu können. Seltener erscheinen Symptome schon nach 6 oder erst nach 12 bis 24 Stunden. Nach einer kurzzeitigen Verbesserung des Allgemeinzustands beginnt etwa 24 bis 48 Stunden nach dem Verzehr die Phase der Leberschädigung mit einem Anstieg der Leberwerte mit Höchstwerten am zweiten bis vierten Tag; bei stärkerer Vergiftung einhergehend mit einer Blutgerinnungsstörung. Bei schweren Vergiftungen beginnt am dritten bis vierten Tag nach dem Verzehr der Leberzerfall mit schwersten Blutgerinnungsstörungen und Verwirrtheit. Der Tod im Leberkoma tritt meist etwa sechs bis zehn Tage nach dem Verzehr ein. Die einzige mögliche Rettung ist im späten Stadium und bei schwerer Vergiftung eine Lebertransplantation.
Der Grüne Knollenblätterpilz enthält auch ein Gegengift, Antamanid, allerdings in zu geringen Mengen, um die Giftwirkung auszugleichen.
Anfang des 20. Jahrhunderts führte noch fast jede Vergiftung mit dem Pilz zum Tod. Bis zu Beginn des 21. Jahrhunderts konnte der Anteil der tödlich verlaufenden Vergiftungen dank Früherkennung und Intensivtherapie auf etwa 10 bis 15 Prozent gesenkt werden.
Vergiftungen werden mit Silymarin aus den Samen der Mariendistel behandelt.
Im englischsprachigen Raum wird der Pilz Death Cap („Todeskappe“) genannt.
Im Mai 2023 wurde in Nature Communications die Entdeckung eines chinesischen und australischen Forscherteams veröffentlicht, dass der Farbstoff Indocyaningrün die Aufnahme von Amatoxinen in menschliche Körperzellen verhindern kann.

## Einzelne Vergiftungsfälle
Der Grüne Knollenblätterpilz verursacht rund 90 Prozent aller tödlichen Pilzvergiftungen in Deutschland. Aus der Vergangenheit sind mehrere Massenvergiftungen dokumentiert. Am 8. September 1918 erlitten 33 Jungen auf einem Landverschickungsaufenthalt bei Posen eine Vergiftung mit selbstgesammelten Pilzen, nur zwei der Kinder überlebten. Dieser Fall erregte so viel Aufmerksamkeit, dass sogar der Kaiser den Hinterbliebenen sein Beileid aussprach. 1946 kam es in Berlin zu einer Massenvergiftung, an der 50 Menschen starben.
Im August 2023 starben drei Menschen in Australien nach dem Verzehr eines mit diesem Pilz zubereiteten Gerichtes; die Behörden untersuchten daraufhin die Möglichkeit eines Verbrechens. Die Person, die das betreffende Gericht zubereitet hatte, wurde im Juli 2025 von einer Jury in Morwell des dreifachen Mordes sowie des versuchten Mordes in einem Fall für schuldig befunden.

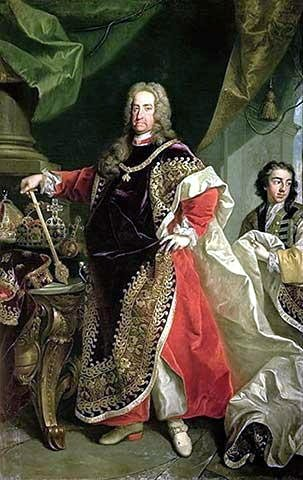
Kaiser Karl VI.

### Berühmtheiten
Von verschiedenen historisch bedeutsamen Personen wird oder wurde vermutet, dass sie an einer Knollenblätterpilzvergiftung gestorben seien, entweder durch ein Unglück oder bewusst geplanten Mord. Dazu gehören der römische Kaiser Claudius, Papst Clemens VII., Zarin Natalja Kirillowna Naryschkina und Kaiser Karl VI. Der Mykologe R. Gordon Wasson untersuchte die Details dieser Todesfälle bezüglich der Wahrscheinlichkeit einer Vergiftung durch Amanita:
Clemens VII. litt unter der Krankheit, die zu seinem Tod führte, ungefähr fünf Monate lang. Diese Krankheitsdauer steht dem üblichen morbiden Verlauf einer solchen Pilzvergiftung klar entgegen.
Natalja Naryschkina soll vor ihrem Tod eine große Menge eingelegter Pilze gegessen haben. Es ist jedoch unklar, ob die Pilze selbst für den Tod verantwortlich waren oder ob sie einer Lebensmittelvergiftung zum Opfer gefallen ist.
Karl VI. klagte über Verdauungsstörungen, nachdem er einen Teller sautierte Pilze gegessen hatte. An der folgenden Krankheit starb er zehn Tage später – symptomatisch für diese Art von Vergiftungen. Sein Tod führte zum Österreichischen Erbfolgekrieg. Voltaire schrieb darüber:

« Ce plat de champignons a changé la destinée de l’Europe. »

„Dieses Pilzgericht hat das Schicksal Europas verändert.“

Kaiser Claudius’ Fall ist komplexer: Es ist bekannt, dass Claudius den Kaiserling (Amanita caesarea) sehr gern aß. Nach seinem Tod vermuteten viele, er habe stattdessen giftige Knollenblätterpilze gegessen. Die historischen Geschichtsschreiber Tacitus und Suetonius sind sich allerdings nicht einig, ob Claudius Giftpilze oder vergiftete Speisepilze gegessen hatte. Wasson nimmt an, dass das tödliche Gift aus Knollenblätterpilzen gewonnen und dem erkrankten Kaiser zusätzlich eine tödliche Dosis Koloquinte verabreicht wurde.

## Verwendung in der Kunst
Die Punkband Die Toten Hosen widmete 2002 auf dem Album Auswärtsspiel der Amanita phalloides ein gleichnamiges Lied.